# Festa de Sant Roc d'Arenys de Mar
La Festa de Sant Roc d'Arenys de Mar és una celebració tradicional que té lloc cada any el 16 d'agost. Aquesta festivitat es remunta a finals del segle XVI (1560s), quan els vilatans van prometre honorar Sant Roc com a mostra d'agraïment per haver deslliurat la vila de la pesta. Aquesta celebració, considerada un vot de vila, té lloc cada any el 16 d’agost i omple els carrers d’Arenys de Mar de tradicions, música i olor d’alfàbrega. Des del 2021, està reconeguda com a Festa Patrimonial d’Interès Nacional.
Durant la jornada, els macips i les macipes, joves vestits de blanc amb faixa i polaines vermelles, recorren la vila ruixant els vilatans amb aigua perfumada mitjançant almorratxes decorades. Els acompanya la música tradicional de flabiol i tamborí, mentre criden "Sant Roooooc! Sant Roc, gloriós!". A la tarda, se celebra la Dansa d'Arenys, un ball tradicional que inclou 12 parelles i una parella de capdansers, seguit de la renovació del vot de vila a l’Ofici Solemne. La festa culmina amb una cercavila que integra gegants, capgrossos i altres elements del bestiari popular d’Arenys de Mar.

## Història

### Segle XVI: Orígens
El culte a Sant Roc arribà a Arenys de Mar des d’Occitània per via marítima, durant un episodi de pesta al segle XVI. Segons el testimoni d’un vilatà ancià, Pere Mataró, a la dècada de 1560 uns comerciants marsellesos, impossibilitats d’entrar a Barcelona a causa de la malaltia, van deixar saques de cotó contaminades a Arenys. Contra tot pronòstic, no es registrà cap cas de pesta a la vila, un fet que s'atribuí a la protecció de Sant Roc. Aquesta creença impulsà la construcció d’un altar dedicat al sant a l’antiga església del municipi.
El 1574, Arenys ja era un barri mariner amb 140 cases, i els veïns aspiraven a independitzar-se de la parròquia de Sant Martí. Tot i obtenir permís per construir una nova església dedicada a Santa Maria, el bisbe de Girona prohibí celebrar-hi la festa major el 15 d’agost, per la qual cosa el 16 d’agost, diada de Sant Roc, esdevingué la celebració més estimada pels arenyencs. Finalment, el 1599, la separació de Sant Martí i Santa Maria convertí Arenys de Mar en una parròquia independent, consolidant així Sant Roc com a patró protector de la vila i la seva festa com un esdeveniment central del calendari local.

### Segle XVII: Estructuració
Durant el segle XVII, Arenys de Mar estava estructurat al voltant de confraries que agrupaven els diferents oficis. Aquestes organitzacions tenien un paper fonamental en la vida social i religiosa del poble, actuant com a gremis i coordinant diverses activitats comunitàries. Entre les confraries més importants hi havia la de Sant Elm (mariners), Sant Joan (mestres d’aixa i artesans) i Sant Roc, que reunia els comparets i terrassans, pagesos dedicats principalment al conreu de la vinya. Molts d’ells eren originaris d’Occitània, una regió amb una forta devoció a Sant Roc com a protector contra la pesta i altres malalties.
La confraria de Sant Roc tenia com a principal objectiu promoure el culte al seu patró i organitzar la seva festivitat. Les celebracions seguien una estructura típica de l’època: un ofici solemne al matí, vespres i una processó que recorria els carrers del poble. A més, es duien a terme altres actes litúrgics com misses dedicades als confrares difunts i un cantar general d’ànimes al voltant de la diada. Paral·lelament, es desenvolupaven activitats més lúdiques com àpats comunitaris i balls, que complementaven l’aspecte religiós amb una forta càrrega social.
Un element destacat d’aquesta època era la capta de diners, organitzada pels administradors de la confraria. Inicialment, aquesta recaptació es realitzava després de dinar, motiu pel qual es coneixia com el llevant de taula. Un costum singular que es va introduir en aquesta època és el de ruixar amb almorratxes i aigua perfumada, una acció simbòlica que vinculava la festa religiosa amb la cultura popular. Aquest costum, encara viu a Arenys de Mar, era comú en altres zones dels Països Catalans, s'ha convertit en un tret distintiu de la Festa de Sant Roc.

### Segle XVIII: Expansió
El segle XVIII va ser una època de consolidació per a la Festa de Sant Roc, coincidint amb un període de creixement econòmic i demogràfic a Arenys de Mar. Aquest creixement va portar a l’expansió urbanística del poble, cosa que va requerir una reorganització de les tasques associades a la festa. Els administradors de la confraria es repartien el poble per realitzar la capta, que cada cop abastava més territori i implicava una major coordinació. Davant d'aquesta dificultat, aquesta tasca va recaure definitivament en els macips, que van assumir un rol central en la festa.
La festa va mantenir una estructura tradicional que combinava actes religiosos i populars. Els oficis solemnes continuaven sent el punt àlgid de la celebració, seguits per processons, vespres i balls de plaça. A més, es van instaurar tradicions com l’elecció anual dels administradors de la confraria, un acte que es realitzava després de la processó i que servia per garantir la continuïtat de l’organització.
Els macips van començar a destacar no només per la seva funció logística sinó també per la seva contribució a l’ambient festiu. La seva vestimenta, les almorratxes decorades i els crits festius van convertir-los en una icona de la celebració, afegint un element d’identitat que perdura fins avui. Aquesta època de consolidació va establir les bases per a l’esplendor que la festa viuria al segle XIX.

### Segle XIX: Esplendor
El segle xix va ser una època d’esplendor per a la Festa de Sant Roc, coincidint amb el moviment cultural de la Renaixença, que buscava revitalitzar la llengua i la cultura catalana. Aquesta influència es va reflectir en elements com el sermó de la missa, que es feia en català, un fet destacable en un moment en què el castellà dominava els àmbits oficials i religiosos.
La festa combinava actes religiosos i populars en un calendari ben establert. Els administradors organitzaven àpats multitudinaris, processons solemnes i balls que atreien tant els arenyencs com visitants de fora del poble. Un dels moments més emblemàtics era la lligada de la bandera, que es feia al balcó de la casa de l’administrador gros on romania en els moments de descans de la diada, quan la gent de la Confraria no la portava corporativament. Després de l’esmorzar, els administradors, acompanyats dels macips i dels músics, anaven a buscar les autoritats a l’Ajuntament per després anar a missa. Era tradició que l’administrador gros pagués un dinar als macips, les captadores, el predicador i els músics a casa seva.
Ben dinat, l’administrador petit oferia un ball a la plaça fins a l’hora de la processó. La processó l’obria la gran bandera de la confraria i quatre comparets portaven a l’espatlla la imatge de Sant Roc. Acabada la processó, els confrares anaven a la rectoria on per sorteig de rodolins s'elegien els nous administradors per a l’any següent. Al vespre, després de l’elecció dels nous administradors, l’administrador gros sortint oferia un ball de nit.

### Segle XX: Crisis, dictadures i recuperació
El segle XX va ser un període convuls per a la Festa de Sant Roc d’Arenys de Mar, marcat per profunds canvis socials i polítics. A l’inici del segle, la festa mantenia una gran vitalitat, però l’arribada de les dictadures, la Guerra Civil Espanyola i els canvis en les dinàmiques socials van posar-la en risc. Tot i això, la persistència de la comunitat va permetre que la tradició sobrevisqués, encara que amb modificacions significatives.

#### Principis del segle XX: Les primeres transformacions
Al tombant del segle xx, l’aparició de societats culturals com l'Ateneu Arenyenc i el Casino Industrial va influir en les festivitats locals. Aquests grups van incorporar elements nous, com els balls en envelats, que van començar a competir amb les celebracions tradicionals. Els balls es van convertir en un gran atractiu, atreien gent de fora i creaven un nou espai social per a la joventut, però també van restar protagonisme a les processons religioses, que van començar a perdre afluència.
Durant aquest període, la festa encara mantenia la seva estructura tradicional, amb els macips, les captadores i els actes religiosos com a eixos centrals. Tanmateix, els costums anaven evolucionant. La participació activa dels vilatans es mantenia, però les transformacions socials i els nous models d’oci començaven a alterar la dinàmica festiva.

#### Dictadura de Primo de Rivera i la Segona República
La Dictadura de Primo de Rivera (1923-1930) va suposar un cop dur per a les manifestacions culturals i populars catalanes. La repressió de la llengua i la cultura va afectar directament les celebracions tradicionals, incloent-hi la Festa de Sant Roc. Molts elements simbòlics, com els sermons en català, van desaparèixer o es van reduir.
Amb l’arribada de la Segona República Espanyola (1931-1936), es va produir una revifalla de les festes populars. La Festa de Sant Roc va recuperar la seva força, amb una major participació i l’intent de revitalitzar elements tradicionals. Però aquesta recuperació va ser breu, ja que l’esclat de la Guerra Civil Espanyola (1936-1939) va interrompre de manera dràstica la celebració.

#### La Guerra Civil i el franquisme
Durant la Guerra Civil, la destrucció de patrimoni religiós a Arenys de Mar va ser significativa. El retaule de Sant Roc va ser cremat, i molts dels elements religiosos de la festa van desaparèixer. La guerra també va portar la suspensió de les celebracions i la pèrdua d’un context favorable per mantenir les tradicions.
Amb l’arribada de la Dictadura franquista (1939-1975), la festa va reprendre’s, però sota un marc de nacionalcatolicisme que va transformar-ne la naturalesa. Tot i ser una festa religiosa, l’activitat de la confraria va disminuir progressivament, i els antics models de participació comunitària van desaparèixer. L’organització de la festa va recaure gairebé exclusivament en persones individuals, com Josep Maria Nogueras, que va mantenir la celebració amb pocs recursos i suports.
El 1964 es va celebrar la darrera processó de Sant Roc. L’arribada del boom turístic, els canvis socials derivats de la secularització i l’impacte del Concili Vaticà II van modificar profundament la festa. Es van suprimir elements tradicionals, com la processó, i es van introduir nous horaris i formats per adaptar-se als nous temps.

#### Recuperació i adaptació
A finals del segle xx, amb la transició democràtica, la Festa de Sant Roc va començar a recuperar elements tradicionals gràcies a l’esforç col·lectiu de la comunitat arenyenca. L’interès per preservar el patrimoni immaterial i la participació activa de joves i entitats locals van permetre revitalitzar la celebració.

## Elements principals

### Els macips
Els macips són una de les figures més emblemàtiques de la Festa de Sant Roc d’Arenys de Mar. Tradicionalment, aquests joves arenyencs recorren els carrers de la vila durant la diada del 16 d’agost, ruixant la gent i les cases amb aigua perfumada mitjançant almorratxes guarnides amb alfàbrega. Aquesta tradició simbolitza la purificació i és un record viu de l’esplendor de la festa.
Els primers testimonis documentats de la seva indumentària es remunten al segle XIX. Vestits de blanc amb corbatí, faixa i polaines vermelles –aquestes últimes adornades amb picarols per animar la festa—, els macips lluïen també espardenyes de vetes vermelles, a vegades amb detalls decoratius. Durant aquells anys, portaven cadenes argentades penjades al pit i sostenien una safata per a la capta a la mà esquerra, mentre que a la dreta duien l’almorratxa.
Amb el temps, el vestuari s'ha simplificat, mantenint els colors i les peces essencials però perdent la majoria d’adornaments. La safata de la capta va ser substituïda per les captadores i més tard pels macipets amb barretines. Fins al 1964, els macips també tenien la responsabilitat de portar la imatge de Sant Roc en processó damunt d’un baiard, una tasca que subratllava el seu paper central en la celebració.

### Les captadores
Les captadores són una figura històrica de la Festa de Sant Roc que es remunta al segle XVIII. Originalment, aquestes dones participaven en captes organitzades per l’Obra de l’església parroquial durant festivitats com el Diumenge de Rams o Dilluns Sant. Més tard, a principis del segle XIX, aquestes captes van vincular-se a la Festa de Sant Roc, on les captadores recollien donatius durant el llevant de taula. Vestien modestament amb brusa blanca, faldilla negra fins als peus, mantellina i calçat negre, i duien una safata per a la capta, sempre acompanyades per un administrador.
Amb el temps, la figura de les captadores va desaparèixer temporalment a principis del segle xx. No obstant això, als anys 30, algunes noies van reprendre aquest paper, ara amb vestits blancs i faixa i corbatí vermells, però la seva presència no va ser estable fins al 1985. Les captadores es van consolidar definitivament en la festa, repartint-se en parelles per cada colla i adoptant elements tradicionals en el seu vestuari, com la faixa i les espardenyes vermelles.

### Les macipes
Les macipes són una evolució de la participació femenina a la Festa de Sant Roc. Tot i que inicialment la funció de ruixar amb almorratxes era exclusiva dels macips, el 2005 es va permetre que les noies també assumissin aquest rol, després d’un intens debat. Amb camisa i faldilla blanca, faixa vermella amb picarols i espardenyes del mateix color, les macipes es van convertir en una part essencial de la festa, ruixant els vilatans amb aigua perfumada en els carrers i cases de la vila.
La inclusió de les macipes no només ha ampliat la participació femenina en els rituals, sinó que també ha enriquit la tradició. Des del 2009, les macipes han guanyat un pes creixent, fins al punt que actualment són majoria entre els participants que ruixen durant la celebració. Aquest reconeixement de la seva contribució es va consolidar el 2019, quan una dona va ser designada com a administradora grossa del Patronat de Sant Roc, marcant un punt d’inflexió en més de quatre segles d’història.

### Els macipets
Els macipets són una figura més recent, concebuda per involucrar els infants en la tradició i assegurar-ne la continuïtat generacional. Els macipets participen activament en la celebració, seguint els passos dels macips i les macipes, duen el mateix vestuari, però adaptant les seves funcions i responsabilitats a la seva edat. Els macipets, nens i nenes d'entre 8 i 12 anys, duen barretines per recollir els diners de la capta, una tasca que antigament realitzaven les captadores.

## Elements olfactius
Un dels aspectes més característics de la Festa de Sant Roc d’Arenys de Mar és la seva dimensió olfactiva, que impregna la vila amb una mescla d’aromes que evoquen tradició i estiu. Els macips i les macipes recorren els carrers armats amb almorratxes plenes d’aigua de colònia i decorades amb alfàbrega, ruixant els vilatans i les vilatanes en un ritual simbòlic de purificació i protecció. Aquest costum és únic a Catalunya i s'ha mantingut exclusivament a Arenys de Mar, esdevenint un element central de la seva identitat cultural.
L’almorratxa, un recipient de vidre amb brocs per aspergir líquids, té els seus orígens al segle XIV, quan s'importava de Damasc i s'usava per refrescar i perfumar espais. Durant el segle XVI, els vidriers de Barcelona i Mataró van popularitzar-ne la producció, i des de llavors es va convertir en un objecte present a moltes llars catalanes. En el context de la Festa de Sant Roc, l’almorratxa conté una barreja d’aigua de colònia i alfàbrega, una planta aromàtica pròpia del mes d’agost que, a més de la seva fragància, ajuda a repel·lir insectes.
Aquest costum de ruixar amb aigua no era exclusiu d’Arenys de Mar, ni de la festa de Sant Roc, si bé és una tradició que a Catalunya només s'ha conservat a la festa de Sant Roc d’Arenys de Mar. En altres indrets dels Països Catalans hi trobem elements molt similars, com és el cas de l’aigua-ros a Menorca. A la Marina de la Selva, comarca natural d’Arenys de Mar, hi trobem diverses festivitats amb l’almorratxa com a protagonista, per exemple a Canet, Sant Pol, Lloret i, terra endins, a Gualba. També hi ha referències que en diverses festivitats catalanes, a partir del segle XVIII, els administradors de les confraries ruixaven els fidels amb almorratxes a l’hora de l’ofertori de la missa, com és el cas de Sant Martí de Riells, al Baix Montseny.

## Elements sonors
La Festa de Sant Roc d’Arenys de Mar és un autèntic espectacle sonor, on diversos elements musicals i acústics enriqueixen l’experiència festiva i anuncien l’arribada dels macips pels carrers de la vila. La cantada dels goigs, els crits, el so dels picarols i la música tradicional formen part indestriable de la seva identitat.

### Els goigs
Aquests cants religiosos, típics de la cultura popular catalana, es remunten al segle XVII i s'interpreten durant l’Ofrena a Sant Roc, un moment central de la festivitat que té lloc el 16 d’agost a les 8 del matí. Escrits en català, els goigs segueixen una estructura tradicional que combina versos dedicats a la vida i miracles del sant amb una tornada: "Complirem tots la promesa, vós porteu-nos cap al cel!". La versió actual, intitulades Cobles del gloriós Sant Roc que canta el poble d'Arenys de Mar, són del 1989, té lletra de Martí Amagat i música de Jaume Lloret. Tot i això, es conserven altres versions goigs des de mitjans del segle XVIII.

### Els crits dels macips
Un dels elements sonors més característics de la festa són els crits dels macips i les macipes. Després de l’Ofrena, recorren els carrers i les cases de la vila ruixant els vilatans amb l’aigua perfumada de les almorratxes. Amb energia i entusiasme, proclamen a viva veu "Sant Roooooc! Sant Roc Gloriós!", creant un ambient d’alegria i comunitat que s'escampa per tot el poble. Aquest crit, que anuncia la seva presència, s'ha convertit en un símbol sonor inconfusible de la festa.

### Els picarols
Un altre so identificatiu és el repic dels picarols que porten a les polaines els macips i les macipes. Aquests picarols, que es mouen al ritme dels seus passos, són un eco constant que delata la seva ubicació mentre recorren la vila. El so metàl·lic d’aquests adorns es barreja amb els crits i altres elements sonors, creant un batibull vibrant que acompanya cada moment de la celebració.

### Flabiol i tamborí
La música és un altre pilar fonamental de la festa. A Arenys de Mar, la tradició musical per Sant Roc es remunta al segle XVIII, quan els administradors de la Confraria feien la capta pel poble acompanyats de músics o joglars. Aquestes formacions, conegudes com a cobles de tres quartans, incloïen instruments com el flabiol i tamborí, la tarota i el sac de gemecs, aquest últim substituït més tard per la tenora. Aquestes cobles, precursores de la cobla sardanista actual, no només acompanyaven la funció religiosa sinó que també animaven els balls de plaça. A finals del segle XIX, amb l’arribada de noves tendències musicals, les orquestres d’envelat van començar a dominar les festes. Tot i això, amb el corrent restauracionista del segle xx, es va recuperar l’acompanyament amb flabiol i tamborí com en els orígens, preservant l’essència musical tradicional.

## La Dansa d'Arenys
La Dansa d’Arenys és un dels elements més destacats de la Festa de Sant Roc. Aquesta dansa, originària de les enramades de l’octava de Corpus i dels balls de plaça de les festivitats locals, va decaure al tombant del segle XX fins que va ser recuperada per l'Esbart Maragall el 1949. Des del 1953, forma part indestriable de la festivitat de Sant Roc,  cada 16 d’agost.
El 1916, el musicòleg arenyenc Xavier Maimí, conscient del risc de perdre aquest patrimoni cultural, va recollir la música i les figures de la dansa a partir de la tradició oral. Posteriorment, es va adaptar la seva partitura per a piano i, als anys 40, es va instrumentar per a cobla, assegurant així l’acompanyament musical tradicional que es manté fins avui.
La Dansa d’Arenys és ballada per una parella de capdansers i 12 parelles més. La coreografia combina elements cerimonials i festius. En la primera part, els balladors ofereixen un ram a les seves parelles, mentre que la segona part inclou figures com la bolangera, els caragols, les espolsades i altres moviments en cercle. També s'incorpora un ball pla.

## Gegants i bestiari festiu
Del segle XX ençà, la iniciativa popular ha fet que Arenys de Mar compti amb un bestiari festiu que, naixent en l’àmbit privat ha esdevingut un bé públic i un símbol d’identitat col·lectiva per a diverses generacions d’arenyencs. El 1955, per idea de la redacció de la revista Vida Parroquial, es crearen en Tallaferro i na Flor d’Alba, reis inspirats en el poema Canigó, de Jacint Verdaguer. Foren construïts per Domènec Umbert, vestits per Miquel Guri i costejats per Josep Pons i Vilà, qui els cedí a la vila d’Arenys de Mar.
El 1980, una donació anònima finançà la creació d’en Roc i na Maria, representació dels nuvis de la Dansa d’Arenys de Mar. L’autor en fou Josep Cardona, de la casa Ingenio de Barcelona. També foren cedits a l’Ajuntament d’Arenys de Mar. N’Elm i na Carmeta arribaren per Sant Roc de 1997, donats per l’Esplai de la Gent Gran, la Confraria de Pescadors de Sant Elm i l’Ajuntament d’Arenys de Mar, a iniciativa d’Alfons Alcaraz. Els construí l’artista Martí Doy i els vestí el sastre Francesc Calopa. Representen un pescador i una peixatera, oficis molt arrelats a la vila. Les tres parelles, juntament amb els gegantons, capgrossos i el drac Arenyot, formen part del seguici popular de la festa de Sant Roc.

## La Nocturna
La Nocturna és una de les activitats més destacades de la Festa de Sant Roc, introduïda el 1996. Aquesta cercavila nocturna, que se celebra la nit del 14 d’agost, transforma els carrers d’Arenys de Mar en un escenari il·luminat ple de màgia i sorpresa. Gegants, capgrossos i altres figures festives desfilen sota la llum de les torxes i la decoració especial, creant un ambient captivador que atrau tant locals com visitants.
La Nocturna no només és una desfilada de figures populars sinó també una oportunitat per gaudir de la festa des d’una perspectiva diferent, amb els carrers transformats en un espai de llum i color. Aquesta activitat nocturna s'ha convertit en un punt de trobada i celebració per a totes les edats, consolidant-se com una tradició imprescindible que dona el tret de sortida oficial a les festivitats de Sant Roc. La màgia de la nit, combinada amb la música i l’ambient festiu, crea un espectacle únic que enriqueix la diversitat i l’atractiu de la festa.

## La Pesta
La Pesta és un espectacle emblemàtic que forma part de la Festa de Sant Roc d’Arenys de Mar des del 2010. Creat amb l’objectiu de reforçar el vincle entre la festa i els seus orígens històrics, aquesta representació teatral trasllada els espectadors al segle XVI, un període marcat per l’angoixa de la pesta i l’esperança en la protecció de Sant Roc. L’espectacle, que té lloc cada 15 d’agost a la nit, és un retorn dramatitzat als foscos dies que van motivar el vot de vila al sant.
La representació combina música, dansa i teatre, i compta amb la participació activa de vilatans i vilatanes, que col·laboren desinteressadament en la producció. Amb escenes que evoquen tant el patiment de la malura com l’alegria del miracle de la protecció, La Pesta ofereix una experiència immersiva que transporta el públic a l’angoixa i la fe que van originar la festa. Aquest espectacle no només manté viu el record històric, sinó que també enriqueix la dimensió cultural i emocional de la celebració.

## Reconeixements
La Festa de Sant Roc d’Arenys de Mar ha rebut diversos reconeixements al llarg dels anys que en valoren la importància cultural, històrica i festiva. Entre els més destacats es troben:
- 2011: La festa va ser inclosa com un Petit Tresor dels Països Catalans dins el programa Mans de Catalunya Ràdio, destacant-la com una tradició singular i emblemàtica del territori català.
- 2015: Va ser catalogada al Catàleg del Patrimoni Festiu de Catalunya, un registre oficial que reconeix i preserva les festivitats més rellevants del país per la seva riquesa cultural i patrimonial.
- 2021: La Generalitat de Catalunya la va declarar Festa Patrimonial d’Interès Nacional, un dels màxims reconeixements que pot rebre una celebració tradicional, valorant el seu arrelament, la seva història i els rituals identitaris que ha preservat al llarg dels segles.
- 2024: La Festa de Sant Roc va ser guardonada com la Millor Festa Major de Catalunya en l’Operació Correfoc de Catalunya Ràdio, reconeixent-la com una de les celebracions més destacades i estimades pel públic en l'àmbit nacional.